# Reggenza di Aceh Selatan
La reggenza di Aceh Selatan è una reggenza (in indonesiano: kabupaten) dell'Indonesia, situata nella provincia di Aceh.
Il capoluogo della reggenza è Tapaktuan.